# Huaycán de Pariachi
Huaycán de Pariachi és un lloc arqueològic al Perú. Està situat a Huaycán, Districte d'Ate, Lima. Està ubicat al sud del riu Rímac.
Va ser part de la cultura Ichma i l'Imperi Inca.

## Descripció
Abans de la conquesta espanyola, Huaycán de Pariachi va ser un dels principals centres administratius de la vall mitjana del Rímac. Durant el Període Intermedi Tardío (900 – 1450 d. C.) els Ichma van tenir una presència local molt important, que va durar fins a l'Horitzó Tardío (1450 – 1532 d. C.), quan els inques van arribar a la costa central i els van assimilar .

## Galeria

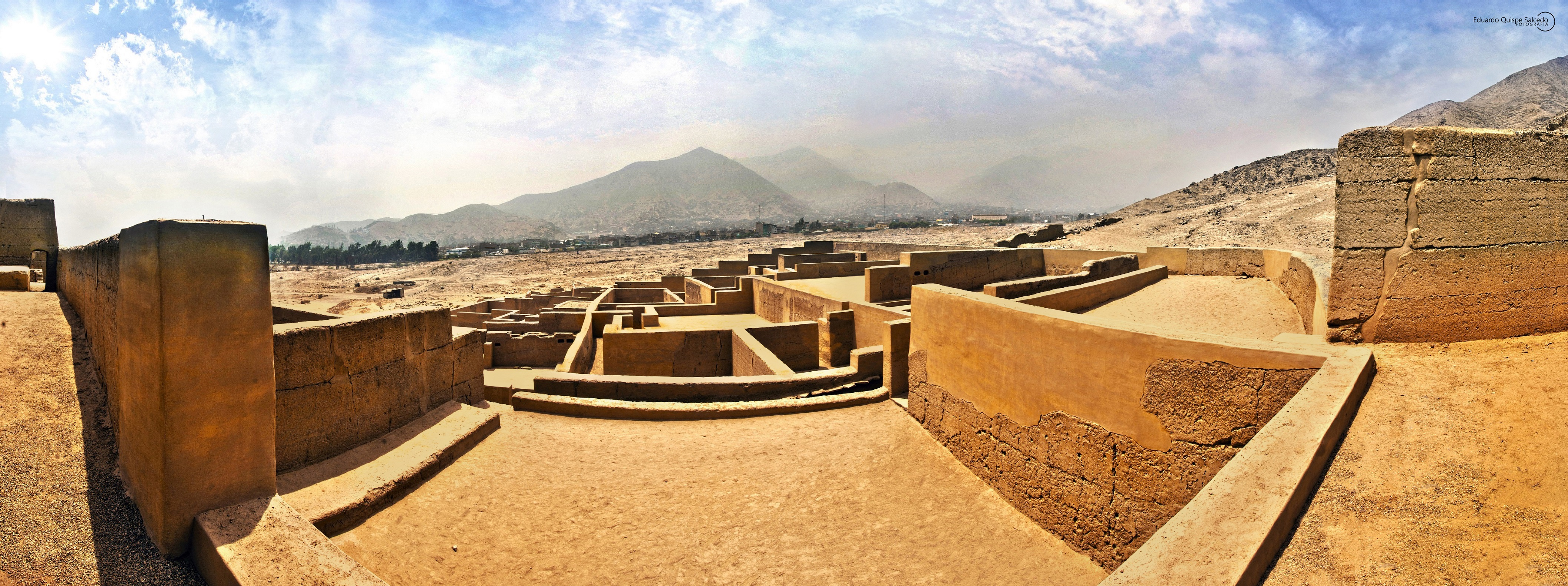
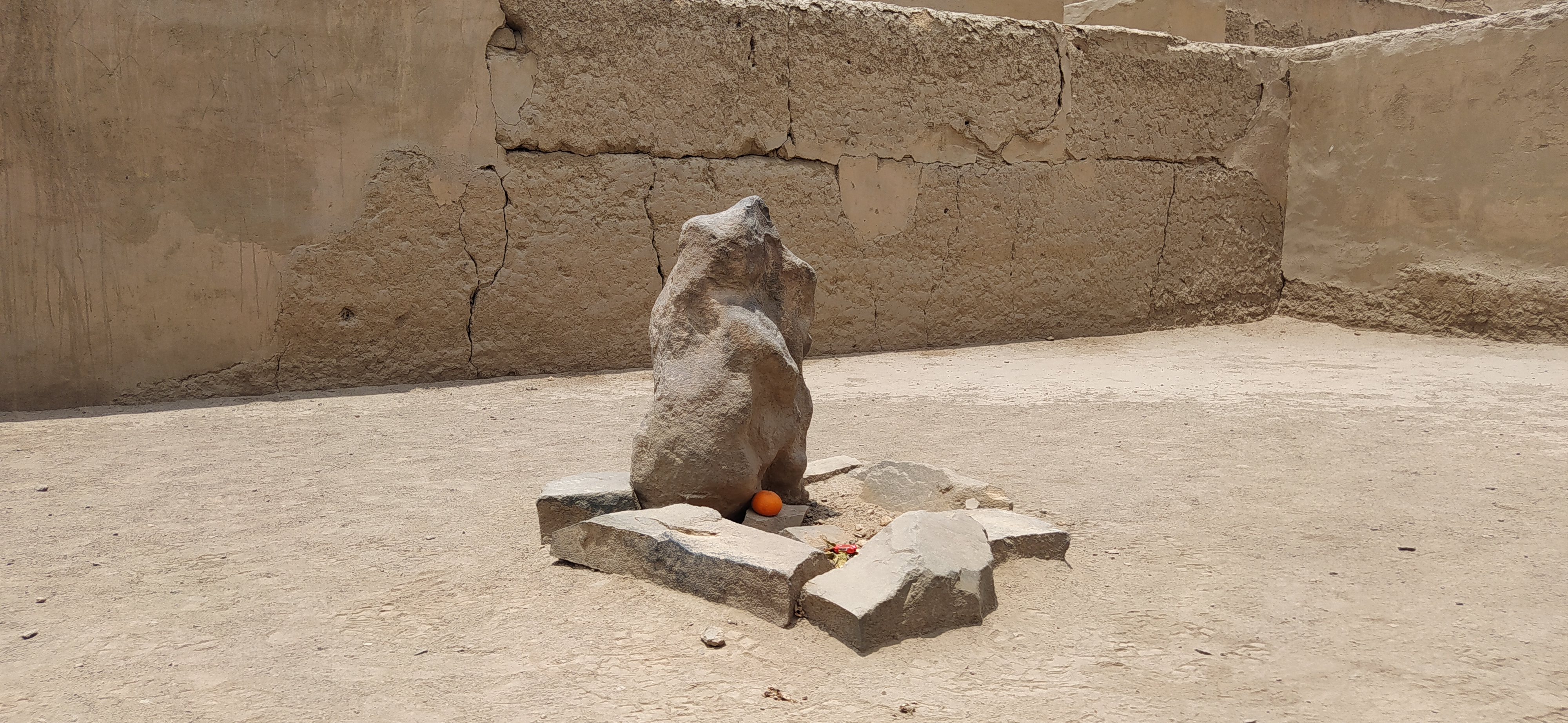
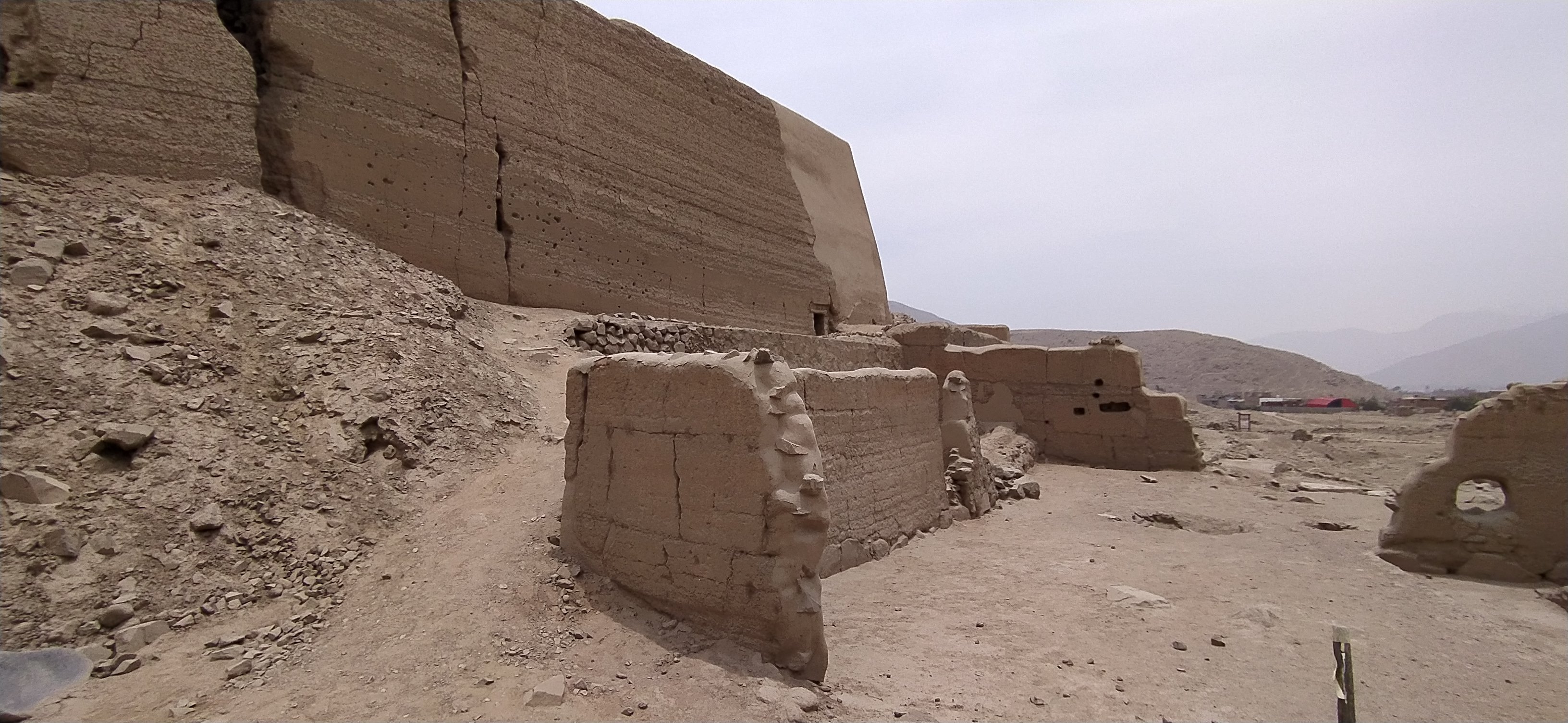